# Caillan
Der Caillan (frz.: Rivière de Caillan) ist ein Fluss in Frankreich, der im Département Pyrénées-Orientales in der Region Okzitanien verläuft. Er entspringt in den Pyrenäen, im Gemeindegebiet von Nohèdes dem gleichnamigen Bergsee Lac de Nohèdes, entwässert unter dem Namen Camps Réals generell Richtung Südost bis Ost durch den Regionalen Naturpark Pyrénées Catalanes, ändert nochmals seinen Namen auf Rivière de Nohèdes und mündet schließlich nach rund 21 Kilometern an der Gemeindegrenze von Ria-Sirach und Prades als linker Nebenfluss in die Têt.

## Orte am Fluss
(Reihenfolge in Fließrichtung)
- Nohèdes
- Conat
- Ria, Gemeinde Ria-Sirach